# Oberea flavotrigonalis
Oberea flavotrigonalis là một loài bọ cánh cứng trong họ Cerambycidae.